# Liste der Naturdenkmale in Duppach
Die Liste der Naturdenkmale in Duppach nennt die im Gemeindegebiet von Duppach ausgewiesenen Naturdenkmale (Stand 4. Juni 2024).

## Naturdenkmale
| Nr.         | Bezeichnung     | Lage                                                  | Beschreibung               | Bild            |
| ----------- | --------------- | ----------------------------------------------------- | -------------------------- | --------------- |
| ND-7233-137 | Duppacher Drees | nordwestlich des Ortes; Flur Beim Dreis Lage          | Mineralquelle              | Fotos hochladen |
| ND-7233-143 | Trauerbuche     | nordwestlich des Ortes; Abteilung Im Engelscheid Lage | Fagus sylvatica f. pendula | Fotos hochladen |